# Wormaldia aequalis
Wormaldia aequalis là một loài Trichoptera hóa thạch trong họ Philopotamidae.